# I Sing the Body Electric (album)
I Sing the Body Electric is het tweede muziekalbum van Weather Report. Het verscheen in 1972. De jazzrockformatie had alweer twee nieuwe muzikanten opgenomen. Eric Gravatt en Dom Um Romao kwamen de gelederen versterken. Het album klonk voor jazzrock begin jaren 70 behoorlijk rock-achtig, maar ook invloeden van freejazz en funk zijn te horen. Direct aan het begin is een voor Weather Report typische ritmiek te horen op het bekken.
Het album heeft de titel gemeen met een gedicht van Walt Whitman (een licht erotische lofzang op het lichaam) en een verhaal van Ray Bradbury (over de aanschaf van een elektronische grootmoeder ter vervanging van een net gestorven moeder) en een aflevering uit de serie The Twilight Zone, gebaseerd op het verhaal van Bradbury.

## Musici
- Joe Zawinul - elektrische en akoestische piano, ARP 2600 synthesizer
- Eric Gravatt – slagwerk
- Wayne Shorter – saxofoons
- Dom Um Romão – percussie
- Miroslav Vitous – basgitaar

met
- Andrew White – althobo (op Unknown Soldier)
- Hubert Laws - dwarsfluit (op Unknown Soldier)
- Wilmer Wise - D- en piccolo-trompet
- Ralph Towner - twaalfsnarige gitaar (op The Moors)
- Yolande Bavan - zang
- Joshie Armstrong - zang
- Chapman Roberts - zang

## Muziek
De eerste twee nummers zijn opgenomen in november 1971 in de Columbia Records Studio in New York, de tracks 3 en 4 in januari 1972 aldaar. De overige tracks werden opgenomen tijdens een concert op 13 januari 1972 in de Shibuya Kokaido Hal in Tokio. Het gehele concert was later (voorlopig alleen in Japan) te horen op Live in Tokyo.
| Nr. | Titel                                                                      | Duur  |
| --- | -------------------------------------------------------------------------- | ----- |
| 1.  | Unknown Soldier (Zawinul)                                                  | 8:00  |
| 2.  | The Moors (Shorter)                                                        | 4:45  |
| 3.  | Crystal (Vitous)                                                           | 7:25  |
| 4.  | Second Sunday In August (Zawinul)                                          | 4:13  |
| 5.  | Medley: Vertical Invader/T.H./Dr. Honoris Causa (Zawinul, Vitous, Zawinul) | 10:40 |
| 6.  | Surucucú (Shorter)                                                         | 7:42  |
| 7.  | Directions (Zawinul)                                                       | 4:36  |

Bandleden: Joe Zawinul · Wayne Shorter · Jaco Pastorius · Peter Erskine

Miroslav Vitouš · Eric Gravatt · Alphonse Mouzon · Airto Moreira · Alex Acuña · Manolo Badrena · Dom Um Romão · Alphonso Johnson · Victor Bailey · Omar Hakim · José Rossy
Discografie: Weather Report (1971) · I Sing the Body Electric · Live in Tokyo · Sweetnighter · Mysterious Traveller · Tale Spinnin' · Black Market · Heavy Weather · Mr. Gone · 8:30 · Night Passage · Weather Report (1982) · Procession · Domino Theory · Sportin' Life · This Is This